# Kościół św. Sebastiana i Rocha w Krakowie
Kościół św. Sebastiana i Rocha – XVI-wieczny kościół wznoszący się na wzniesieniu pośród mokradeł pod murami ówczesnego Krakowa (w pobliżu obecnej ulicy św. Sebastiana w Krakowie). Z powodu uszkodzeń spowodowanych huraganem kościół został zlikwidowany na początku XIX wieku.

## Historia
Kościół został wzniesiony z inicjatywy rajców krakowskich w 1528 na wyspie pośród rozlewisk pod murami miejskimi. Stanowił kaplicę dla ufundowanego jednocześnie szpitala dla chorych wenerycznie. W 1534 biskup Piotr Tomicki zatwierdził erekcję szpitala i przydzielił kapelana. W akt biskupiej wizytacji z 1599 wynika, że pierwotnie nosił wezwanie św. Fabiana i Sebastiana; był zbudowany z drewna, a wewnątrz znajdowały się cztery ołtarze. Na wyspę z kościołem i szpitalem prowadził mostek. Szpital znajdował się w zabudowaniach położonych nieopodal. Służył nie tylko syfilitykom; umieszczano tu chorych w czasie epidemii nawiedzających Kraków.
W 1655 kościół spłonął podczas oblężenia Krakowa przez Szwedów (przedmieścia Krakowa podpalono wówczas na rozkaz dowodzącego obroną miasta Stefana Czarnieckiego). Odbudowano go najpóźniej w 1677. W aktach XVIII-wiecznych wizytacji występuje już pod wezwaniem św. Sebastiana i Rocha, mowa jest też o pięciu ołtarzach. Był wówczas nadal drewniany, jednonawowy, z nieco zwężonym, zakończonym wielobocznie prezbiterium. W głównym ołtarzu znajdował się obraz przedstawiający św. Sebastiana, a na tęczy krucyfiks.
W 1793 kościół został uszkodzony przez huragan i odtąd opustoszał. W 1821 chorych ze znajdującego się przy nim szpitala przeniesiono do krakowskiego szpitala św. Ducha, a kościół ostatecznie zlikwidowano.
Pozostałością po dawnym kościele i szpitalu jest prawdopodobnie znajdująca się na Plantach przy ulicy św. Gertrudy późnobarokowa kapliczka, przerobiona zapewne ze szpitalnej latarni umarłych.